# Kanton Les Avirons
Kanton Les Avirons (francouzsky Canton des Avirons) byl francouzský kanton v departementu Réunion v regionu Réunion. Zrušen byl při reformě francouzských kantonů v roce 2014. Tvořila ho pouze obec Les Avirons.